# Ильнау-Эффретикон
Ильнау-Эффретикон (нем. Illnau-Effretikon) — коммуна в Швейцарии, в кантоне Цюрих. Состоит из деревень Ильнау, Эффретикон, Оттикон и Бизикон.
Входит в состав округа Пфеффикон. Население составляет 15 265 человек (на 31 декабря 2007 года). Официальный код — 0174.

## Состав коммуны
- Оттикон-Кемпталь